# 2024年夏季奥林匹克运动会现代五项比赛
2024年夏季奥林匹克运动会现代五项比赛，是2024年夏季奥林匹克运动会的其中一个比赛大项，于2024年8月8日至11日在凡尔赛宫（击剑排名赛除外）和巴黎北体育馆（仅击剑排名赛）进行。此次比赛设有男子个人和女子个人两个小项，共有72名选手参赛。受东京2020奥运的比赛马匹遭虐待风波影响，国际现代五项联合会宣布在该届奥运后以新项目取代马术环节，该届比赛也因此成为最后一届设有马术环节的奥运现代五项比赛。另一方面，国际现代五项联合会也在2024年巴黎奥运周期开始实行新的90分钟赛制，并将比赛分为半决赛和决赛两个阶段。

## 比赛形式
2024年巴黎奥运现代五项比赛仍由击剑（含排名赛和奖励赛）、游泳（200公尺自由泳）、马术（场地障碍赛）和跑射联项（3200公尺/激光手枪）组成，其中马术环节将在该届奥运后被取代。
国际现代五项联合会在2021年提出新的90分钟赛制，并将比赛分为半决赛和决赛两个阶段，以提升电视收视率，新赛制于2021年6月获国际奥林匹克委员会批准，并于2022年3月开始正式生效。
半决赛开始前将单独进行击剑排名赛，相关纪录直接带入半决赛和决赛，半决赛和决赛击剑环节仅进行奖励赛。半决赛共分为两组，每组18名选手，总分前9名选手晋级决赛。决赛仅分为一组，共18名选手。每阶段大致用时为90分钟，前20分钟进行马术环节，5分钟休息后进行击剑奖励赛，时长约15分钟，10分钟休息后进行时长约10分钟的游泳环节，之后再经过15分钟的休息后，以时长约15分钟的跑射联项收尾。

## 参赛资格
国际现代五项联合会计划在该大项上分配共计72个参赛名额（男女各36个），与上届比赛保持一致。每个代表团在每个项目上最多可派两名选手参赛，所有席位以运动员而非代表团为单位进行分配。若一个代表团在一个性别上有两名以上的选手进入奥运资格入围线（不含放弃名额的选手），该代表团可在这些选手当中任意挑选其中两人。所有参赛的运动员必须符合奥林匹克宪章及国际现代五项联合会的相关规定。
| 資格來源                                                            | 出線資格             | 出線名額                          | 男子 | 女子 | 備註 |
| ------------------------------------------------------------------- | -------------------- | --------------------------------- | --- | --- | --- |
| 主办国 · 2017年9月13日 · 秘魯利马                                   | 不適用               | 0个男子参赛名额 0个女子参赛名额   | — | — | 如果主办国在某一性别上未能通过其他途径获得任何席位，该国可在资格赛全部结束后在该性别上自动获得一个席位。 如果主办国法国放弃席位或者已经通过其他途径获得席位，空出的席位会根据相应性别的世界排名递补。 |
| 2023年现代五项世界杯总决赛 · 2023年5月31日至6月4日 · 土耳其安塔利亚 | 冠军                 | 1个男子参赛名额 1个女子参赛名额   | 埃及 | 意大利 | 如果获得席位的代表团放弃席位，空出的席位会根据相应性别的世界排名递补。 |
| 2023年歐洲運動會 · 2023年6月21日至7月2日 · 波蘭克拉科夫             | 前8名                | 8個男子參賽名額 8個女子參賽名額   | 意大利 · 英国 · 匈牙利 · 法国 · 德国 · 波兰 · 乌克兰 · 瑞士                                                   | 捷克 · 法国 · 德国 · 英国 · 匈牙利 · 意大利 · 立陶宛 · 西班牙                                                                                       | 曾通过先前途径获得名额的选手无法通过该途径再争取名额，若这些选手在该赛事中进入奥运资格入围线，则相应名额按同一赛事排名递补分配。 每个代表团在同一性别上通过该途径最多能获得的席位数为一个。 如果获得名额的代表团放弃名额，空出的名额会根据相应性别的世界排名重新分配。 |
| 2023年世界现代五项锦标赛 · 2023年8月21日至28日 · 英国巴斯           | 前3名                | 1个男子参赛名额 1个女子参赛名额   | 墨西哥 | 英国 | 只有获得对应性别个人赛前三名的选手才能获得奥运名额。 曾通过先前途径获得名额的选手无法透过该途径再争取名额。 任何空出的席位会根据相应性别的世界排名重新分配。 |
| 2023年非洲及大洋洲现代五项锦标赛 · 2023年9月6日至11日 · 埃及开罗    | 非洲区排名最高选手   | 1个男子参赛名额 1个女子参赛名额   | 埃及 | 埃及 | 曾通过先前途径获得名额的选手无法通过该途径再争取名额，若这些选手在该赛事中进入奥运资格入围线，则相应名额按同一赛事排名递补分配。 如果获得名额的代表团放弃名额，空出的名额会根据相应性别的世界排名重新分配。 |
| 2023年非洲及大洋洲现代五项锦标赛 · 2023年9月6日至11日 · 埃及开罗    | 大洋洲区排名最高选手 | 0个男子参赛名额 1个女子参赛名额   | [ 註 1 ] | | 曾通过先前途径获得名额的选手无法通过该途径再争取名额，若这些选手在该赛事中进入奥运资格入围线，则相应名额按同一赛事排名递补分配。 如果获得名额的代表团放弃名额，空出的名额会根据相应性别的世界排名重新分配。 |
| 2022年亞洲運動會 · 2023年9月23日至10月8日 · 中国杭州                | 前5名                | 5个男子参赛名额 5个女子参赛名额   | 韩国 · 中国 · 日本 · 泰国                                                                                     | 中国 · 韩国 · 日本 · | 曾通过先前途径获得名额的选手无法通过该途径再争取名额，若这些选手在该赛事中进入奥运资格入围线，则相应名额按同一赛事排名递补分配。 每个代表团在同一性别上通过该途径最多能获得的席位数为一个。 如果获得名额的代表团放弃名额，空出的名额会根据相应性别的世界排名重新分配。 |
| 2023年泛美運動會 · 2023年10月20日至11月5日 · 智利圣地亚哥           | 首名                 | 1个男子参赛名额 1个女子参赛名额   | 危地马拉 | 美国 | 曾通过先前途径获得名额的选手无法通过该途径再争取名额，若这些选手在该赛事中进入奥运资格入围线，则相应名额按同一赛事排名递补分配，不分北美洲和南美洲。 每个代表团在同一性别上通过2023年泛美运动会最多能获得的席位数为一个。 如果获得名额的代表团放弃名额，空出的名额会根据相应性别的世界排名重新分配。 |
| 2023年泛美運動會 · 2023年10月20日至11月5日 · 智利圣地亚哥           | 北美洲区选手前2名    | 2个男子参赛名额 2个女子参赛名额   | 墨西哥 · 古巴                                                                                                 | 墨西哥 · 危地马拉 | 不分南北美洲的席位分配后，相应区域（北美洲或南美洲）排名最高的2名未获资格选手同样可获得资格。 曾通过先前途径获得名额的选手无法通过该途径再争取名额，若这些选手在该赛事中进入奥运资格入围线，则相应名额按同一赛事排名递补分配相应区域（北美洲或南美洲）的选手。 每个代表团在同一性别上通过2023年泛美运动会最多能获得的席位数为一个。 如果获得名额的代表团放弃名额，空出的名额会根据相应性别的世界排名重新分配。 |
| 2023年泛美運動會 · 2023年10月20日至11月5日 · 智利圣地亚哥           | 南美洲区选手前2名    | 2个男子参赛名额 2个女子参赛名额   | 厄瓜多尔 · 阿根廷                                                                                             | 巴西 · 厄瓜多尔 | 不分南北美洲的席位分配后，相应区域（北美洲或南美洲）排名最高的2名未获资格选手同样可获得资格。 曾通过先前途径获得名额的选手无法通过该途径再争取名额，若这些选手在该赛事中进入奥运资格入围线，则相应名额按同一赛事排名递补分配相应区域（北美洲或南美洲）的选手。 每个代表团在同一性别上通过2023年泛美运动会最多能获得的席位数为一个。 如果获得名额的代表团放弃名额，空出的名额会根据相应性别的世界排名重新分配。 |
| 2024年世界现代五项锦标赛 · 2024年6月10日至16日 · 中国郑州           | 前3名                | 1个男子参赛名额 2个女子参赛名额   | 匈牙利 | 韩国 · 匈牙利 | 只有获得对应性别个人赛前三名的选手才能获得奥运名额。 曾通过先前途径获得名额的选手无法透过该途径再争取名额。 任何空出的席位会根据相应性别的世界排名重新分配。 |
| 世界排名 2024年6月17日                                              | 前6名                | 14个男子参赛名额 12个女子参赛名额 | 韩国 · 波兰 · 法国 · 中国 · 英国 · 捷克 · 意大利 · 德国 · 捷克 · 保加利亚 · 土耳其 · 乌克兰 · 智利 · 拉脱维亚 | 个人中立运动员（白俄罗斯） · 土耳其 · 埃及 · 立陶宛 · 法国 · 墨西哥 · 瑞典 · 个人中立运动员（白俄罗斯） · 波兰 · 乌克兰 · 德国 · 波兰 · 捷克 · 瑞士 | 任何空出的名额会根据排名递补。 国际现代五项联合会在按照世界排名重新分配任何名额时，会确保优先将名额分配给名额数未达相应数量的大洲（非洲和大洋洲至少每性别各1个，亚洲、美洲至少每性别各5个，欧洲至少每性别8个），直到相应大洲名额数足够为止。 |
| 外卡                                                                | 不適用               | 0个男子参赛名额 0个女子参赛名额   | — | — | 各个有资格申请外卡的国家/地区奥委会需要於2024年1月15日或之前提交提名名單。 任何空出的外卡席位会根据相应性别的世界排名重新分配。 |
| 總數                                                                |                      |                                   | 36 | 36 | |

## 赛程
以下是现代五项项目的具体赛程安排：
| 日期    | 时间  | 项目           |
| ------- | ----- | -------------- |
| 8月8日  | 11:00 | 男子击剑排名赛 |
| 8月8日  | 11:00 | 女子击剑排名赛 |
| 8月9日  | 13:00 | 男子半决赛     |
| 8月10日 | 9:30  | 女子半决赛     |
| 8月10日 | 17:30 | 男子决赛       |
| 8月11日 | 11:00 | 女子决赛       |

## 参赛代表团
以下是参加现代五项项目的代表团名单：
- 阿根廷（1）
- 巴西（1）
- 中国（2）
- 古巴（1）
- 捷克（1）
- 厄瓜多尔（2）
- 埃及（1）
- 法国（2）
- 德国（2）
- 英国（2）
- 匈牙利（2）
- 意大利（3）
- 日本（2）
- （2）
- 立陶宛（1）
- 墨西哥（3）
- 波兰（1）
- 韩国（2）
- 西班牙（1）
- 瑞士（1）
- 泰国（1）
- 乌克兰（1）
- 美国（1）
- （1）

## 獎牌榜
*   主办国家/地区（法国）
| 排名                | 代表团              | 金牌 | 銀牌 | 銅牌 | 总计 |
| ------------------- | ------------------- | ---- | ---- | ---- | ---- |
| 1                   | 埃及                | 1    | 0    | 0    | 1    |
| 1                   | 匈牙利              | 1    | 0    | 0    | 1    |
| 3                   | 法国*               | 0    | 1    | 0    | 1    |
| 3                   | 日本                | 0    | 1    | 0    | 1    |
| 5                   | 意大利              | 0    | 0    | 1    | 1    |
| 5                   | 韩国                | 0    | 0    | 1    | 1    |
| 总计（共6个代表团） | 总计（共6个代表团） | 2    | 2    | 2    | 6    |

## 獎牌得主
| 項目              | 金牌                          | 银牌                          | 铜牌                      |
| 男子个人 （詳細） | 艾哈迈德·詹迪 · 埃及（EGY）   | 佐藤大宗 · 日本（JPN）        | 乔治·马兰 · 意大利（ITA） |
| 女子个人 （詳細） | 古亚什·米歇尔 · 匈牙利（HUN） | 艾洛蒂·克劳威尔 · 法国（FRA） | 成承民 · 韩国（KOR）      |